# معامل السرعة
معامل السرعة  أو سرعة انتشار الموجة أو سرعة الانتشار لوسط ناقل هو النسبة بين السرعة التي تتحرك بها الموجة (إشارة كهرومغناطيسية، إشارة لاسيليكة) خلال الوسط وسرعة الضوء في الفراغ. بالنسبة للإشارات الضوئية فإن معامل السرعة يتم تسميته ب قرينة الإنكسار.
سرعة إلإشارة اللاسلكية في الفراغ، على سبيل المثال، هي سرعة الضوء، وكذلك معامل السرعة لموجة اللاسلكي يكون واحد. في الكابلات الكهربية ويعتمد معامل السرعة على مواد العزل.
بشكل عام فإن مصطلحات سرعة الانتشار وسرعة انتشار الموجة يتم فهمها على أنها السرعة الحقيقة أو السرعة بوحدة المسافة على الزمن بينما معامل السرعة يستخدم لإعطاء النسبة بين سرعات عِدة.

## معاملات السرعة
معامل السرعة هو خاصية هامة في الاتصالات مثل كابل مجموعة 5 وخطوط نقل الكهرباء. كابل اليانات الحيزى له معامل سرعة يتراوح بين 0.42 و 0.72.
جدول يوضح معاملات السرعة لبعض كابلات الاتصال.
| معامل السرعة % | خطوط النقل                                                                |
| -------------- | ------------------------------------------------------------------------- |
| 95–99          | Open-wire "Ladder" Line                                                   |
| 80             | Belden 9085 twin-lead                                                     |
| 82             | RG-8X Belden 9258 coaxial cable (foamed polyethylene dielectric)          |
| 66             | Belden 8723 twin shielded twisted pair stranded (polypropylene insulator) |
| 66             | RG-213 CXP213 coaxial cable (solid polyethylene dielectric)               |

## حساب معامل السرعة
معامل السرعة يساوى مقلوب الجذر التربيعى لثابت العازل k  للمادة المارة من خلال الإشارة.
معامل السرعة لخطوط النقل دون فقد البيانات: 
{\displaystyle \mathrm {VF} ={\frac {1}{c{\sqrt {LC}}}}\ }
حيث L هو الحث (هنرى لوحدة الأطوال)، و C هي السعة بين الموصلين (فاراد لوحدة الأطوال) و c هي سرعة الضوء في الفراغ.